# Martin-Luther-Platz (Augsburg)

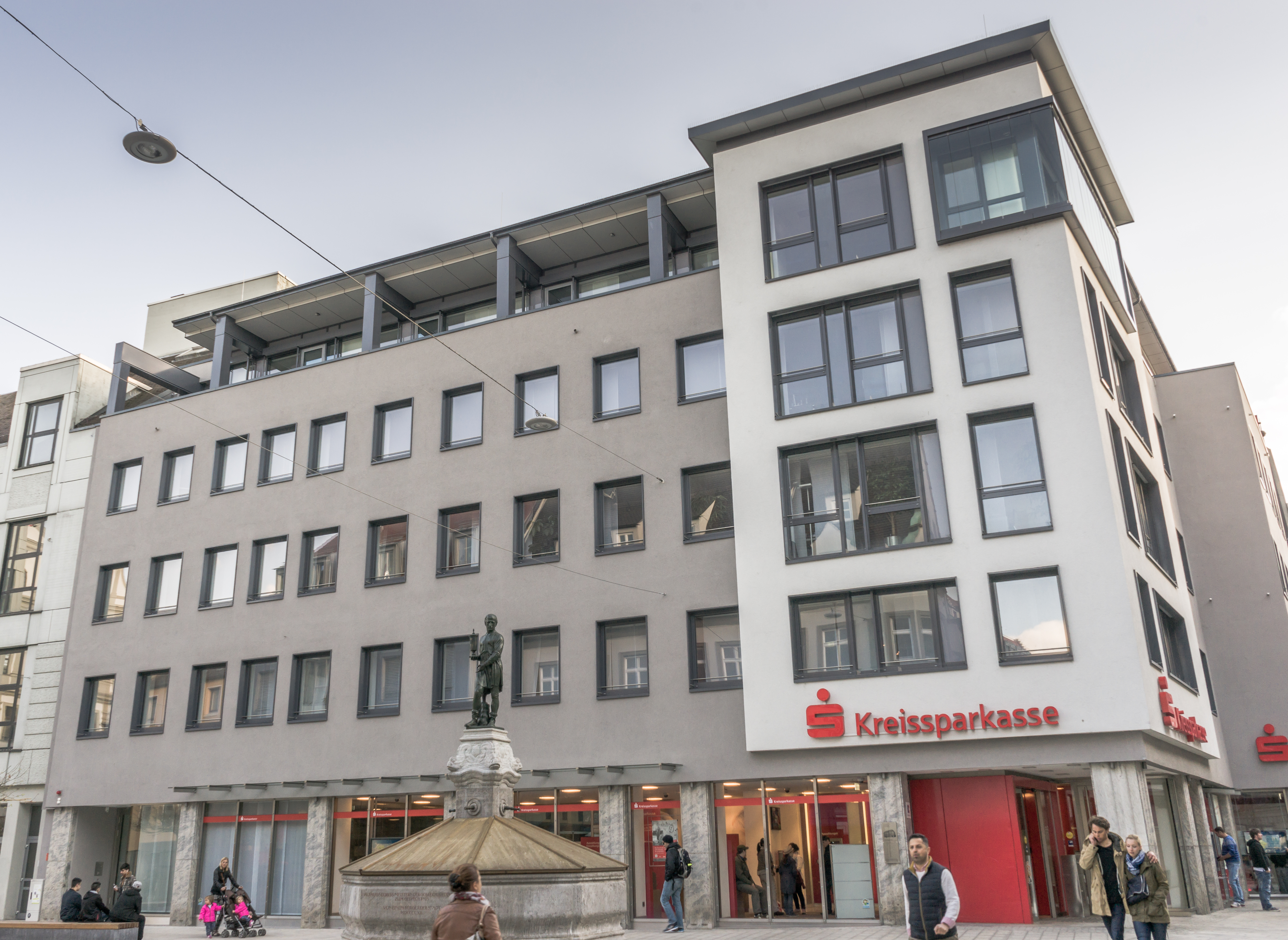
Die Kreissparkasse Augsburg am Martin-Luther-Platz

Der Martin-Luther-Platz ist ein Platz in der Augsburger Innenstadt. Bis 1933 trug er den Namen Annaplatz aufgrund der nahe gelegenen Kirche St. Anna.
Die Augsburger Protestanten hatten schon länger die Umbenennung des Platzes zu Ehren des Reformators Martin Luther gefordert. Die Nationalsozialisten führten im Jahr der Machtergreifung die Umbenennung aus, um sich bei den konservativen Protestanten beliebt zu machen.
Der Martin-Luther-Platz verbindet die Annastraße mit dem Fuggerplatz. Er zählt aufgrund verschiedener Veranstaltungen, wie etwa Künstlerdarbietungen oder Weihnachtsmarkt, zu den belebten Plätzen der Augsburger Fußgängerzone. 

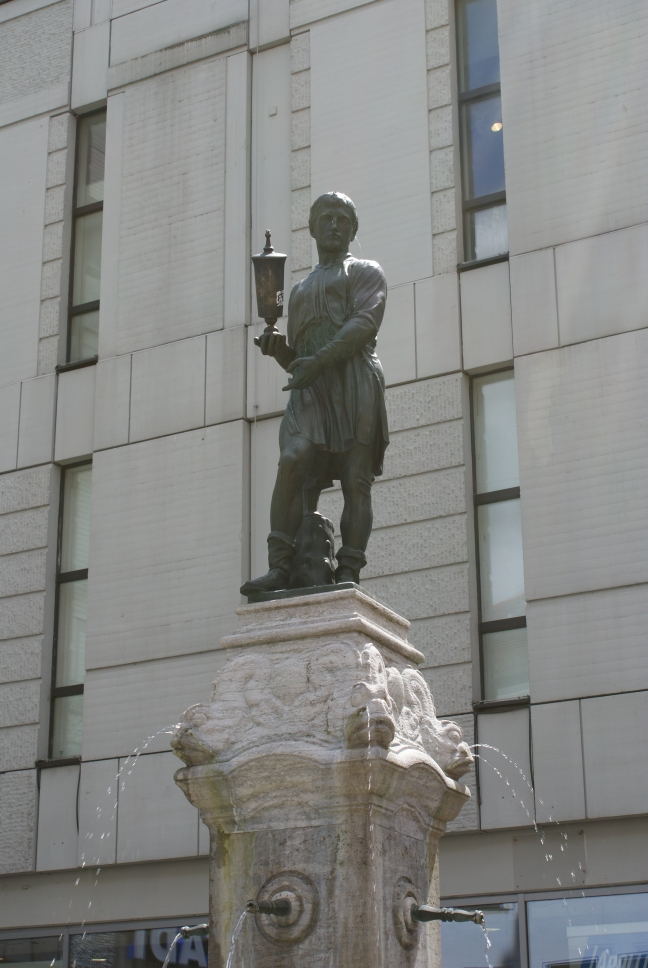
Goldschmiedebrunnen

## Goldschmiedebrunnen
Auf dem Martin-Luther-Platz befindet sich der Goldschmiedebrunnen, eine Brunnensäule, auf der ein Goldschmiedegeselle steht. Der Berliner Bildhauer Hugo Kaufmann schuf 1912 den Brunnen zur Erinnerung an den ehemals bedeutenden Handwerkszweig der Goldschmiede in Augsburg. Zuvor befand sich in der Mitte des Platzes eine hohe Brunnensäule. Die Kosten von 10.000 Mark für den neuen Brunnen stiftete die Witwe des Bankiers August Bühler. Während des Zweiten Weltkriegs wurde die Figur abgebaut und als „Metallspende des deutschen Volkes“ aus der Stadt gebracht. 1950 entdeckte man die Figur auf einem Hamburger Schrottplatz und brachte sie wieder an ihren angestammten Ort.